# Zakłady Fonograficzne w Warszawie (Muza)
Zakłady Fonograficzne w Warszawie (Muza) – polska wytwórnia płytowa utworzona 21 kwietnia 1948 z istniejących Polskich Zakładów Fonograficznych „Odeon” w Warszawie przy ul. Płockiej 13. Od 1 czerwca 1951 były to już Warszawskie Zakłady Fonograficzne (Muza), później kolejne zmiany nazwy. 

## Historia
W 1948 Ministerstwo Kultury i Sztuki przejęło Polskie Zakłady Fonograficzne „Odeon” – państwowe przedsiębiorstwo wytwarzające płyty gramofonowe, mieszczące się przy ul. Płockiej 13 w Warszawie. Wraz z nowym zwierzchnikiem 21 kwietnia 1948 zakłady otrzymały nową nazwę: Zakłady Fonograficzne w Warszawie (Muza). Na naklejkach nowych płyt pojawiła się Muza, jako kobieca postać z aulosem w dłoni i jako napis w podstawie klasycznego już (a nie wzorowanego na przedwojennym „Odeonie”) budynku. Nazwa Muza była stale obecna na wydawanych płytach (choć ciągle wprowadzano nowe projekty graficzne naklejek), używana była również w urzędowej korespondencji i wkrótce stała się rozpoznawalnym znakiem firmowym.  
1 czerwca 1951 zakłady zostały przejęte przez Zarząd Przemysłu Muzycznego przy Ministerstwie Przemysłu Drobnego i Rzemiosła. Nastąpiła nieznaczna korekta nazwy przedsiębiorstwa, na Warszawskie Zakłady Fonograficzne (Muza).
Przeprowadzona w 1953 całkowita reorganizacja zakładów polegała na oddzieleniu produkcji płyt od procesu powstawania nowych nagrań. 1 stycznia 1953 powołano Zakład Nagrań Dźwiękowych przy ul. Długiej 5, do zadań którego należały rejestracja nowych nagrań, przechowywanie gotowego materiału dźwiękowego, wykonywanie matryc dla fabryki płyt, obrót handlowy nagraniami (np. sprzedaż praw za granicę). Natomiast Warszawska Fabryka Płyt Gramofonowych „Muza” przy ul. Płockiej 13 zajmować się miała wyłącznie produkcją czarnych krążków.
Zakład Nagrań nie dysponował żadnym studiem, niemal wszystkie nagrania rejestrowane były „na zewnątrz” – podczas koncertów lub też w wynajmowanych w tym celu pomieszczeniach. Dopiero w nowym budynku przy ul. Długiej urządzono pierwsze własne studio. W lutym 1954 dokonano w nim premierowego nagrania – zarejestrowano „Piosenkę jubileuszową” śpiewaną przez Mieczysława Fogga, któremu na fortepianie towarzyszył Adam Markiewicz. Normalną działalność studio podjęło dopiero pod koniec czerwca.
Jakość nagrań produkowanych przez Muzę nie była najwyższa. Sytuację poprawiono publikując w Muzie utwory powstałe w studiu wytwórni płyt Mewa, której nagrania – podobnie jak i sama aparatura nagrywająca – znalazły się w Muzie po zakazaniu działalności i zlikwidowaniu tej prywatnej poznańskiej wytwórni.
W 1955 eksperyment z wydzieloną wytwórnią udano za nieudany. Ponownie scalono nagrywanie i produkcję w ramach jednego przedsiębiorstwa.
30 czerwca 1955 z Zakładu Nagrań Dźwiękowych powstaje nowe-stare Przedsiębiorstwo Państwowe „Polskie Nagrania”. 3 października 1956 zakończyła samodzielną działalność Warszawska Fabryka Płyt Gramofonowych „Muza”. Decyzją Ministerstwa Kultury i Sztuki w ramach centralizacji działalności gospodarczej stała się częścią PP „Polskie Nagrania „Muza””, jedynego podmiotu gospodarczego uprawnionego wtedy w Polsce do produkcji płyt gramofonowych.

## Inne informacje: naklejki, numeracja płyt
Płyty nagrywane przez wytwórnię miały średnicę 25 cm i odtwarzane były z prędkością 78 obr./min. Tworzywem była masa szelakowa. Dopiero pod koniec swego istnienia Muza zaczęła produkować drobnorowkowe płyty długogrające: były to 25 cm albumy z literą L przed numerem katalogowym. W Muzie ukazało się ich tylko kilka, pozostałe albumy z tej serii noszą już na naklejkach nazwę Polskie Nagrania.
W czasie, gdy kolejne zakłady wydawały płyty z nazwą Muza na naklejkach, kilkakrotnie zmieniano wygląd owych naklejek-etykiet (jedynym stałym elementem był napis Muza). Płyta nosząca numer 1001 spotykana jest z trzema różnymi naklejkami: z wzorowaną na przedwojennych (i tuż powojennych) płytach Odeonu - starożytna budowla, nazwa wytwórni w jej podstawie, ciemnoniebieskie tło, nowością była postać muzy przed odeonem, na innej etykiecie w jej górnej części umieszczono niezbyt duży napis MUZA, pod nim dwie splecione gałązki laurowych liści, trzeci wzór to popularny „grzybek” (wszystkie trzy odmiany posiadają ten sam numer katalogowy). Są też płyty (z numerami z pierwszej dwudziestki), z naklejkami wykonanymi bardzo profesjonalnie: w górnej części mają dużą MUZĘ na srebrnym tle, pod napisem rysunek stylizowanego kamertonu w kręgach rozchodzących się dźwięków. Są jednak spotykane też inne naklejki Muzy, wykonane niemal chałupniczo. Trudno określić, który z tych wzorów stosowany był najwcześniej – ukazujące się wznowienia często miały już nowy wzór naklejki (a numer katalogowy płyty był ten sam). Później pojawiają się płyty, których naklejki występować będą niemal do końca produkcji: zaokrąglone linie pod napisem „muza” tworzą jakby kapelusz „grzybka” („korzeń” okalał otwór płyty). Wzór występujący na płytach z końca produkcji był najskromniejszy: tylko napis „muza”. Wydania specjalne (np. kronika dźwiękowa festiwalu młodzieży czy konkursów chopinowskich) miały swoje odrębne wzory naklejek i kolorystykę.
Mimo różnych zmian następujących w wyniku powtarzających się reorganizacji, numeracja płyt szybkoobrotowych była kontynuowana (płytę nr 1001 wydały Zakłady Fonograficzne, Zakład Nagrań Dźwiękowych przekazywał numerację Polskim Nagraniom wtedy, gdy ukazywały się płyty oznaczane numerami około 2500). Zmiana rodzaju naklejek na płytach też nastąpiła „płynnie”: przez pewien czas naklejki „Muza” i „Polskie Nagrania” na płytach szybkoobrotowych występują naprzemiennie. Część płyt, wydanych już po likwidacji „Muzy”, ma jeszcze naklejki starych zakładów. 

## Dyskografia (wybór)
- 1001 Zespół harmonistów Tadeusza Wesołowskiego: Zakopianka / Z Ciechocinka
- 1002 Zespół harmonistów Tadeusza Wesołowskiego: Przy gramofonie / Tańcowała cała wieś
- 1003 Zespół harmonistów Tadeusza Wesołowskiego: Atomowa / Radjówka
- 1004 Zespół harmonistów Tadeusza Wesołowskiego: Stenia / Lena
- 1005 Zespół harmonistów Tadeusza Wesołowskiego: Z pod Borzęcina / Od pieca
- 1006 Zespół harmonistów Tadeusza Wesołowskiego: Mucha / Dziś są Niny imieniny
- 1007 Zespół harmonistów Tadeusza Wesołowskiego: Kujawiaki / Pastereczka
- 1008 Zespół harmonistów Tadeusza Wesołowskiego: Nie bądź frajer / Z pod Raszyna
- 1009 Zespół harmonistów Tadeusza Wesołowskiego: Tańczące palce / Z pod Janowa
- 1010 Zespół harmonistów Tadeusza Wesołowskiego: Do białego dnia / Karczewska
- 1011 Zespół harmonistów Tadeusza Wesołowskiego: Nad Naroczą / Krakowiaki
- 1012 Zespół harmonistów Tadeusza Wesołowskiego: Maniuta / Z przytupem
- 1013 Zbigniew Rawicz (a) i Orkiestra Taneczna Piotra Szymanowskiego (a, b): Czarnoksiężnik / Noc
- 1014 Zbigniew Rawicz i Orkiestra Taneczna Piotra Szymanowskiego: Wierz mi dziewczyno / Wspominałem ten dzień
- 1015 Zbigniew Rawicz i Orkiestra Taneczna Piotra Szymanowskiego: Całuj mnie mocno / Zakochany
- 1016 Marian Olszewski i Orkiestra Taneczna Piotra Szymanowskiego: Kwiat paproci / Gdy nie wiesz
- 1017 Marian Olszewski i Orkiestra Taneczna Piotra Szymanowskiego: Srebrna serenada / Za późno
- 1018 Reprezentacyjna Orkiestra Wojska Polskiego p/d majora Augustyna Wiśniewskiego: Serce w plecaku / Salut
- 1019 Reprezentacyjna Orkiestra Wojska Polskiego p/d majora Augustyna Wiśniewskiego: Gwardia Ludowa / Serce generała
- 1020 Reprezentacyjna Orkiestra Wojska Polskiego p/d majora Augustyna Wiśniewskiego: Lenino / Marsz zwycięzców
- 1021 Chór Czejanda: W chińskim miasteczku / W tę noc
- 1022 Chór Czejanda: W niedzielę / Wesoły marynarz
- 1023 Chór Czejanda: Zakochane twoje oczy / Czterech przyjaciół
- 1024 Chór Czejanda: Chciej wierzyć mi, Warszawo / Żegnaj
- 1025 Chór Czejanda: Powrót / Tak chciał los
- 1026 Jerzy S. Adamczewski i Jerzy Lefeld (fortepian): Drogi / a) Piosenka marynarska, b) Hejda i cha, cha
- 1027 Janusz Popławski (tenor) i Jerzy Lefeld (fortepian): Zasmuconej / Zawód
- 1028 Maria Drewniakówna i Jerzy Lefeld (fortepian): O Panu Tralalińskim / a) Kotek, b) Ptasie plotki
- 1029 Alina Bolechowska i Jerzy Lefeld (fortepian): a) Przyjechoł do niej b) Są w stawie rybeczki / a) Hej-ze ino b) Uśnij - ze mi uśnij
- 1030 Alina Bolechowska i Jerzy Lefeld (fortepian): Otwórz Janku / W księżycową noc majową
- 1031 Alina Bolechowska i Jerzy Lefeld (fortepian): Na spokojnym, ciemnym morzu / Kołysanka
- 1032 Paweł Sieriebrjakow: Rachmaninow Prelud g-moll op.23 nr 5 / Prelud cis-moll op. 3 nr 2
- 1033 Paweł Sieriebrjakow: Rachmaninow Elegia cz. 1 / Elegia cz. 2
- 1034 Paweł Sieriebrjakow: Czajkowski Romans f-moll cz. 1 / Romans f-moll cz. 2
- 1035 Jerzy S. Adamczewski i Orkiestra Kameralna p/d Olgierda Straszyńskiego: Ciemna noc / Płatki śniegu
- 1036 Zbigniew Rawicz i Orkiestra Taneczna Piotra Szymanowskiego: Zegar / Dzień i noc
- 1037 Zespół Jazzowy Skowrońskiego i Górkiewicza: Tanecznym krokiem / Bieg z przeszkodami
- 1038 Zespół Jazzowy Skowrońskiego i Górkiewicza: Mefisto / Sonia
- 1037 Zespół Jazzowy Skowrońskiego i Górkiewicza: Boogey Man / Georgia
- 1040 Zespół Jazzowy Skowrońskiego i Górkiewicza: Tańczmy w koło / Dwanaście taktów
- 1041 Chór Czejanda: Bóg się rodzi / Anioł pasterzom mówił
- 1042 Chór Czejanda: Gdy się Chrystus rodzi / Wśród nocnej ciszy
- 1043 Alina Bolechowska i Chór Czejanda: Lulajże Jezuniu / Witaj gwiazdko złota
- 1044 Alina Bolechowska i Chór Czejanda: Wiązanka piosenek z filmu „Królewna Śnieżka” cz. 1 / cz. 2
- 1045 Chór Czejanda: Trzy świnki / Kołysanka
- 1046 Reprezentacyjna Orkiestra Wojska Polskiego p/d majora Augustyna Wiśniewskiego: Echa gór / Bohater
- 1047 Reprezentacyjna Orkiestra Wojska Polskiego p/d majora Augustyna Wiśniewskiego: Partyzant / Hej ty Wisło
- 1048 Marian Olszewski i Orkiestra Taneczna Piotra Szymanowskiego: Jak w serenadzie / Miłość i smutek
- 1049 Zbigniew Rawicz i Orkiestra Taneczna Piotra Szymanowskiego: Pozdrowienie od gór / Miłosna serenada
- 1050 Adam Wysocki i Orkiestra Taneczna Piotra Szymanowskiego: Caballero / Kto cię pokocha
- 1051 Adam Wysocki i Orkiestra Taneczna Piotra Szymanowskiego: Rosanna / Jeszcze rok, jeszcze dwa
- 1052 Adam Wysocki i Orkiestra Taneczna Piotra Szymanowskiego: Mazowieckie noce / Wszystko dla ciebie
- 1053 Zespół Jazzowy Skowrońskiego i Górkiewicza: Minaret / O wschodzie słońca
- 1054 Zespół Jazzowy Skowrońskiego i Górkiewicza: Panna Lusia / Słodka Ewunia
- 1055 Zespół Jazzowy Skowrońskiego i Górkiewicza: Miłość / Trębacz
- 1056 Zespół Jazzowy Skowrońskiego i Górkiewicza: Wypoczynek / Ślepa uliczka
- 1057 Zespół Jazzowy Skowrońskiego i Górkiewicza: Błękitny / C-minor
- 1058 Zespół Jazzowy Skowrońskiego i Górkiewicza: Paprykarz / Krakowski swing
- 1059 Orkiestra Jazzowa p/d Kazimierza Obrębskiego: Wesoły Walter / Pochwała Albeniza
- 1060 Henryk Rostworowski (a) i Orkiestra Jazzowa p/d Kazimierza Obrębskiego: Tico Tico / Hubba Hubba
- 1061 Henryk Rostworowski i Orkiestra Jazzowa p/d Kazimierza Obrębskiego: Mów mi ty / Śmieje się do nas świat
- 1062 Henryk Rostworowski i Orkiestra Jazzowa p/d Kazimierza Obrębskiego: Minut pięć / Pada deszcz
- 1063 Zespół harmonistów Tadeusza Wesołowskiego: Polonez / Słowianin
- 1064 Zespół harmonistów Tadeusza Wesołowskiego: Wiązanka kujawiaków cz. 1 / Wiązanka kujawiaków cz. 2
- 1065 Zespół harmonistów Tadeusza Wesołowskiego: Milusia / Kurzawa
- 1066 Zespół harmonistów Tadeusza Wesołowskiego: Wójt / Krakowiaki
- 1067 Zespół harmonistów Tadeusza Wesołowskiego: Pupilka / Białostocki oberek
- 1068 Zespół harmonistów Tadeusza Wesołowskiego: Nasze kmiotki / Nieboraczek
- 1069 Zespół harmonistów Tadeusza Wesołowskiego: Z pod setki / Od komina do komina
- 1070 Zespół harmonistów Tadeusza Wesołowskiego: Spełniony sen / Na falach eteru
- 1071 Zespół harmonistów Tadeusza Wesołowskiego: Owczarek / Lat 48
- 1072 Zespół harmonistów Tadeusza Wesołowskiego: Szabasówka / Dziadek
- 1073 Janusz Popławski (tenor) i Jerzy Lefeld (fortepian): Nie swatała mi cię swatka / Jakże mam cię brać dziewczyno
- 1074 Maria Drewniakówna i Jerzy Lefeld (fortepian): Baj / Ta kolebka
- 1075 Maria Drewniakówna i Jerzy Lefeld (fortepian): Wieczorem op. 6 nr 3 / Moja piosenka
- 1076 Maria Drewniakówna i Jerzy Lefeld (fortepian): a) Ej latał słowiczek b) Żwawy chłopczyk / Prządka
- 1077 Maria Drewniakówna i Jerzy Lefeld (fortepian): Lecioły żurazie / U jeziorecka
- 1078 Jerzy S. Adamczewski i Orkiestra Symfoniczna p/d Olgierda Straszyńskiego: Sen przyleciał już na próg / Kwiatki
- 1079 Reprezentacyjna Orkiestra Wojska Polskiego p/d majora Augustyna Wiśniewskiego: Hymn Państwowy / Rota
- 1080 Reprezentacyjna Orkiestra Wojska Polskiego p/d majora Augustyna Wiśniewskiego: Hymn radziecki / Międzynarodówka
- 1081 Henryk Sztompka (fortepian): Chopin – Mazurek As-dur / Chopin Mazurek e-moll
- 1082 Henryk Sztompka (fortepian): a) Chopin – Dwa preludia Op. 28 / Preludium fis-moll Op. 28
- 1083 Henryk Sztompka (fortepian): Chopin – Mazurek a-moll Fant. / Walc Ges-dur
- 1084 Jan Bereżyński (fortepian): Chopin – Mazurek B-dur / Mazurek f-moll
- 1085 Jan Bereżyński (fortepian): Chopin – Mazurek b-moll Op. 24 nr 4 cz. 1 / cz. 2
- 1086 Paweł Sieriebrjakow (fortepian): Chopin – Marsz żałobny z Sonaty b-moll cz. 1 / cz. 2
- 1087 Józef Korolkiewicz (baryton) i Jerzy Lefeld (fortepian): Chopin – Hulanka op.74 nr 4 / Wojak op.74 nr 10
- 1088 Alina Bolechowska i Orkiestra Symfoniczna dyr. Olgierd Straszyński: Gdyby rannym słonkiem cz. 1 / cz. 2
- 1089 Alina Bolechowska i Orkiestra Symfoniczna dyr. Olgierd Straszyński: Aria Bronki z op. Janek W. Żeleńskiego cz. 1 / cz. 2
- 1090 Janusz Popławski (tenor) i Orkiestra Symfoniczna dyr. Olgierd Straszyński: Aria Stefana z kurantem Moniuszko cz. 1 / cz. 2
- 1091 Janusz Popławski i Orkiestra Symfoniczna dyr. Olgierd Straszyński: Szumią jodły... Moniuszko Halka cz. 1 / cz. 2
- 1092 Janusz Popławski (tenor) i Jerzy Lefeld (fortepian): J. Gall – Barkarola / Serenada
- 1093 Chór Alumnów Seminarium Duchownego w Warszawie dyr. M. Jankowski: a) Narodził się b) Chwalmy wszyscy / a) My też pastuszkowie b) Gdy śliczna Panna
- 1094 Orkiestra Symfoniczna dyr. Olgierd Straszyński, Mieczysław Halik (skrzypce) (b): Trojak / Z nad kujawskich jezior
- 1095 Zbigniew Rawicz i Orkiestra Taneczna Tadeusza Kwiecińskiego: Letnia przygoda / Nowa wiosna
- 1096 Zbigniew Rawicz (b) i Orkiestra Taneczna pod dyr. Tadeusza Kwiecińskiego (a, b): Corrida / Zapłakane oczy
- 1097 Siostry Triola i Zespół Jazzowy Mieczysława Janicza: Amor! Amor! / Amado mio!
- 1098 Zespół Jazzowy Mieczysława Janicza: Mira / Idaho
- 1099 Henryk Rostworowski (a), Siostry Triola (b), Zespół Jazzowy Mieczysława Janicza (a, b): Aj, aj, aj / Przeznaczenie
- 1100 Siostry Triola i Zespół Jazzowy Mieczysława Janicza: Symphony / Sentymentalny Joe
- 1101 Siostry Triola i Zespół Jazzowy Mieczysława Janicza: Twoje oczy / Blond anioł
- 1102 Siostry Triola (a), Zespół Jazzowy Mieczysława Janicza: Mini z Trynidad / Szatan
- 1103 Zespół Jazzowy Mieczysława Janicza: Jestem dzisiaj sam / Brazylia
- 1104 Zespół Jazzowy Mieczysława Janicza: Harlem / Zawsze
- 1105 Henryk Rostworowski (a), Zespół Jazzowy Kazimierza Obrębskiego: Trzy słowa / Krasnoludek
- 1106 Orkiestra Jazzowa Kazimierza Obrębskiego: Dziecięce sny / Szkocki urlop
- 1107 Zbigniew Rawicz i Orkiestra Taneczna Tadeusza Kwiecińskiego: Walczyk Warszawy / Skradłaś serce me
- 1108 Kazimierz Olecki i Orkiestra Taneczna Tadeusza Kwiecińskiego: Zew morza / Nie porzucę cię nigdy
- 1109 Kazimierz Olecki i Orkiestra Taneczna Tadeusza Kwiecińskiego: Moja dziewczyna / Dla ciebie
- 1110 Zbigniew Rawicz i Orkiestra Taneczna Tadeusza Kwiecińskiego: Jak w tej piosence / Daj mi tę różę
- 1111 Leonard Cassini (fortepian): Kabalewski – Sonatina C-dur: Allegro assai e lusingando / Andantino
- 1112 Leonard Cassini (fortepian): Kabalewski – Sonatina C-dur: Presto / Prokofiew – Gawot
- 1113 Leonard Cassini (fortepian): Cassini - Taniec hiszpański / Prokofiew – Marsz op. 12 nr 1
- 1114 Maria Drewniakówna i Jerzy Lefeld (fortepian): Szymanowski – Sciani dumbek / Uwoz mamo
- 1115 Ewa Bandrowska-Turska i Jerzy Lefeld (fortepian): Chopin – Wiosna op. 74 nr 2 /Chopin - Życzenie
- 1116 Aniela Szlemińska i Jerzy Lefeld (fortepian): Chopin – Melodia op. 74 nr 9 / Dwojaki koniec op. 74 nr 11
- 1117 Alina Bolechowska i Jerzy Lefeld (fortepian): Chopin – Śliczny chłopiec op. 74 nr 8 / Bardzo raniuchno op. 74 nr 16
- 1118 Janusz Popławski (tenor) i Jerzy Lefeld (fortepian): Chopin – Moja pieszczotka op. 74 nr 12 / Pierścień op 74 nr 14
- 1119 Józef Korolkiewicz i Jerzy Lefeld (fortepian): Chopin – Precz z moich oczu op. 74 nr 6 / Melodia op. 74 nr 9
- 1120 Alina Bolechowska i Jerzy Lefeld (fortepian): Moniuszko – Kotek / Wędrowna ptaszyna
- 1121 Alina Bolechowska i Jerzy Lefeld (fortepian): Niewiadomski – Kołysanka cz. I / cz. II
- 1122 Jadwiga Zwidryn-Imielowa (sopran) i Natalia Hornowska (fortepian): Różycki – Rajski ptak / A-a-a, kotki dwa
- 1123 Halina Ottoczko i Jerzy Lefeld (fortepian): Karłowicz – Na śniegu op. 1 nr 3 / Skąd pierwsze gwiazdy op. 1 nr 2
- 1124 Janusz Popławski (tenor) i Orkiestra Symfoniczna p/d Olgierda Straszyńskiego: Żeleński – Dumka Janka / I.J. Paderewski - Aria z op. Manru
- 1125 Jerzy S. Adamczewski i Mała Orkiestra Symfoniczna p/d Olgierda Straszyńskiego: Niewiadomski – Maciek / Miesięczna noc
- 1126 Jerzy S. Adamczewski i Jerzy Lefeld (fortepian): a) Tam w Krakowie b) Wyjeżdżajże z nami / a) Kiedym jechoł od dziewecki b) Niedaleko jeziora
- 1127 Jerzy S. Adamczewski i Mała Orkiestra Symfoniczna p/d Olgierda Straszyńskiego: Kasieńka / Piosenka o kapitanie
- 1128 Reprezentacyjna Orkiestra Wojska Polskiego p/d majora Augustyna Wiśniewskiego: Warszawianka 1831 / Marsz generalski
- 1129 Reprezentacyjna Orkiestra Wojska Polskiego p/d majora Augustyna Wiśniewskiego: P.O.S. / Straż nad Bałtykiem
- 1130 Reprezentacyjna Orkiestra Wojska Polskiego p/d majora Augustyna Wiśniewskiego: Marsz krakowski / Krakowskie dzieci
- 1131 Adam Wysocki i Orkiestra Salonowa p/d Konrada Bryzka: Warszawa, ja i ty / Jest taki jeden skarb
- 1132 Siostry Triola i Zespół Jazzowy Mieczysława Janicza: Czyju - czyju / Kto to - co to?
- 1133 Siostry Triola (a), Henryk Rostworowski (b) i Zespół Jazzowy Mieczysława Janicza: Powiedz mi mój księżycu / Mów
- 1134 Henryk Rostworowski i Zespół Jazzowy Mieczysława Janicza: Siboney / Czy czasem tęsknisz?
- 1135 Zbigniew Rawicz i Orkiestra Taneczna Tadeusza Kwiecińskiego: Recepta na piosenkę / Tylko szumi wiatr
- 1136 Zbigniew Rawicz i Orkiestra Taneczna Tadeusza Kwiecińskiego: Gdy tańczę z tobą / Szkoda lata (jest inna płyta z tym samym numerem katalog.)
- 1136 Chór Eryana (a), Zbigniew Rawicz (b) i Orkiestra Taneczna Tadeusza Kwiecińskiego: Księżycowa noc / Szkoda lata
- 1137 Zbigniew Rawicz i Orkiestra Taneczna Tadeusza Kwiecińskiego: Zwróć mi moje listy / Tango
- 1138 Kazimierz Olecki i Orkiestra Taneczna Tadeusza Kwiecińskiego: Siedem rzek / Za mgłą
- 1139 Zbigniew Rawicz i Orkiestra Taneczna Piotra Szymanowskiego: Zakochana piosenka / Czy pamiętasz nasze rendez-vous?
- 1140 Zbigniew Rawicz i Orkiestra Taneczna Piotra Szymanowskiego: Chcę o tobie zapomnieć / Zapomnij
- 1141 Zbigniew Rawicz i Orkiestra Taneczna Piotra Szymanowskiego: Jesienne mgły / Powrócę!
- 1142 Zbigniew Rawicz i Orkiestra Taneczna Piotra Szymanowskiego: Leć piosenko moja / Morze
- 1143 Zbigniew Rawicz (a), Kazimierz Olecki (b) i Orkiestra Taneczna Piotra Szymanowskiego: W życiu jak w bajce / Za jeden uśmiech twój
- 1144 Zbigniew Rawicz i Orkiestra Taneczna Piotra Szymanowskiego: Noc / Gdy miłość obudzi się w nas
- 1145 Orkiestra Jazzowa p/d Kazimierza Obrębskiego: Nie chcesz być zadowolony / W cieniu drapacza chmur
- 1146 Henryk Rostworowski (a), Siostry Triola i Zespół Jazzowy Mieczysława Janicza: Pocałuj raz, pocałuj dwa / Amor! Amor!
- 1147 Henryk Rostworowski, Franciszka Leszczyńska (fortepian), Sekcja Rytmiczna: Stary młyn / Jestem dzisiaj sam
- 1148 Henryk Rostworowski, Franciszka Leszczyńska (fortepian), Sekcja Rytmiczna: Miłość ma kolor czerwony / Mów co tylko chcesz
- 1149 Zespół Harmonistów Tadeusza Wesołowskiego: Zdrowie młodej pary / Wiązanka oberków
- 1150 Zespół Harmonistów Tadeusza Wesołowskiego, K. Celiga (przyśpiewki): Tęgo mi grajcie / Z Szymanowa
- 1151 Zespół Harmonistów Tadeusza Wesołowskiego: Chromatyczna / We troje
- 1152 Zespół Harmonistów Tadeusza Wesołowskiego: Powrót z Bielan / Paskarka
- 1153 Zespół Harmonistów Tadeusza Wesołowskiego: Koncertówka / W Olendrach
- 1154 Zespół Harmonistów Tadeusza Wesołowskiego: Fejotka / Andzia
- 1155 Zespół Harmonistów Tadeusza Wesołowskiego: Ojra / W okopach